# Ohlerich-Speicher (Wismar)
Der Ohlerich-Speicher am Alten Hafen in Wismar, Stockholmer Straße, steht unter Denkmalschutz. Das Gebäude ist seit 2019 ein Feriendomizil mit 48 Apartments.

## Geschichte

Baumhaus, Ohlerich-Speicher (Mitte) und Kruse-Speicher

1855 gründete Familie Löwenthal die Getreidegroßhandlung Joseph Löwenthal & Co in Bützow mit Hauptsitz in Schwerin, das Unternehmen handelte mit Getreide, Samen, Dünger- und Futtermitteln und Wolle.
Der Kaufmann Paul Ohlerich (1869–1959) begann 1891 als Handelsreisender bei Löwenthal, erhielt später Prokura und wurde 1895 als Teilhaber eingetragen. Die Getreidegroßhandlung besaß zu Beginn des 20. Jahrhunderts zahlreiche Hafenplätze in Wismar und Niederlassungen in Bützow, Goldberg, Lübeck, Reinfeld, Rostock, Sternberg und Schwerin.
Nach der Machtübernahme durch die Nationalsozialisten „arisierte“ Teilhaber Ohlerich mit Unterstützung des Ministerpräsidenten Walter Granzow das Unternehmen.
Ab dem 1. Mai 1933 hieß die Großhandlung „Ohlerich und Sohn KG“. Die Nachkommen der jüdischen Firmengründer wurden aus dem Geschäft hinausgedrängt und 1939 schließlich entschädigungslos enteignet. Otto Löwenthal, seine Frau und seine beiden Kinder wurden Opfer des Holocaust.
Der 34 Meter hohe Getreidespeicher wurde 1938 als Silo 3 in der Speicherstadt neben dem Baumhaus errichtet.
Die Konstruktion aus Stahlbeton mit verklinkerter Fassade hatte sieben Speichergeschosse mit insgesamt 17 Getreidesilos.
In der DDR wurde die „Ohlerich und Sohn KG“ verstaatlicht. VEAB, VEB Kombinat Getreidewirtschaft, Betrieb Wismar hieß der Wismarer Betriebsteil des Volkseigenen Erfassungs- und Aufkaufbetriebes, der unter anderem den  Ohlerich-Speicher bis 1990 nutze. Große Mengen von importiertem Getreide wurden hier auf die Bahn umgeladen und weiter transportiert. Danach stand der Speicher 25 Jahre lang leer.
Seit 2002 steht der Speicher unter dem besonderen Schutz der UNESCO, nachdem die Altstadt und der Alte Hafen von Wismar in die Welterbeliste aufgenommen wurden. Die Pläne für einen Umbau zu einem Feriendomizil mit 48 Ferienappartements erhielten die Zustimmung des Sachverständigenbeirats der UNESCO. Danach durfte die geschlossene Fassade durch Fenster geöffnet und mit kleinen Balkons versehen werden. Viele originale Materialien und Installationen blieben erhalten, so auch Getreideschütten, ein Förderband, Fallrohre, Stahlträger oder alte Türen als Dekoration. Die oberen Staffelgeschosse erhielten moderne Glasfronten. Im Erdgeschoss befindet sich ein Restaurant.
Die Umbauarbeiten für das Projekt wurden nach Plänen der Architekten Angelis & Partner (Hannover, Wismar) bis 2019 für zehn Millionen Euro durchgeführt; verantwortlich für das Management waren Dimitrios Papageorgiu, Kirsten Koch und Michael Winkler.